# Johanna Bormann
Pour les articles homonymes, voir Bormann.
Compléments
Jugée, condamnée à mort comme criminelle de guerre et pendue à Hameln
Johanna Bormann (10 septembre 1893 – 13 décembre 1945), est une gardienne de camps de concentration nazis qui a sévi dans plusieurs d'entre eux. Elle fut exécutée comme criminelle de guerre à Hamelin après un procès tenu en 1945 à Lunebourg.

## Biographie
Johanna est née à Birkenfeld en province de Prusse-Orientale en octobre 1893. Elle était apparemment très pieuse. Elle prit un travail au camp de Lichtenburg comme employée civile le 1er mars 1938 et travailla, au début, dans les cuisines. Avec le reste du personnel et des détenus, elle fut transférée au camp de concentration de Ravensbrück à son ouverture en mai 1939.

### Carrière
À son procès, Bormann déclara qu'elle avait rejoint les auxiliaires SS en 1938 « pour gagner de l'argent ». Elle a servi en premier dans le camp de concentration de Lichtenburg (Saxe) sous l'autorité de la OberAufseherin Jane Bernigau avec 49 autres femmes SS.
En 1939, elle fut affectée à la supervision d'une équipe de travail du nouveau camp de concentration de Ravensbrück de femmes, près de Berlin. En mars 1942, Bormann était dans un groupe de femmes choisies comme gardiennes pour le camp de concentration d'Auschwitz, en Pologne. De petite taille, elle était connue pour sa cruauté. Ses victimes l'appelaient « Wiesel »  (Belette en allemand) et « La dame aux chiens » car sa spécialité était de lâcher des gros chiens (bergers allemands) affamés sur des prisonniers sans défense. En octobre 1942, Bormann fut promue Aufseherin à Auschwitz-Birkenau. Ses chefs furent Maria Mandl, Margot Drexler (Drechsel, Dreschel) et Irma Grese. Puis elle fut mutée à Budy (un sous-camp) où elle continua d'exercer ses sévices sur les prisonniers.
En 1944, comme les pertes territoriales allemandes augmentaient, Bormann fut transférée au camp auxiliaire de Hidenburg (actuellement Zabrze, Pologne), en Silésie. En janvier 1945, elle retourne à Ravensbrück. En mars, elle arrive à son dernier poste, le camp de concentration de Bergen-Belsen, près de Celle, où elle sert sous les ordres de Joseph Kramer, Irma Grese et Elisabeth Volkenrath (des anciens de Birkenau comme elle).

### Arrestation et procès
Le 15 avril 1945, l'armée britannique libère le camp de Bergen-Belsen, et trouve 10 000 cadavres et 60 000 survivants.
Les libérateurs obligèrent les SS à enterrer de leurs propres mains les cadavres des détenus morts du typhus dans des fosses.
Bormann est ensuite incarcérée et interrogée par les militaires. Elle est ensuite déférée et jugée au procès de Belsen (Lunebourg) qui dure du 17 septembre au 17 novembre 1945 (n°6 des accusés). La cour entend les témoignages sur les crimes qu'elle a commis à Auschwitz et Belsen, parfois en lâchant des « gros mauvais chiens-loups » (bergers allemands) sur des prisonniers sans défense, ce qu’elle nie avoir fait : elle reconnaît avoir possédé un berger allemand mais prétend ne l’avoir jamais utilisé pour faire du mal à quiconque.
Elle est déclarée coupable et condamnée à mort par pendaison.
Elle est pendue (avec Grese et Volkenrath) le 13 décembre 1945.
Son exécuteur, le bourreau britannique Albert Pierrepoint, écrira plus tard :

« Elle descendait le corridor, l'air vieilli et hagard. Elle déclara avoir 42 ans (elle en avait 52), sa stature était à peine plus de 5 pieds. Elle tremblait lorsqu'elle mit le pied sur l'échafaud. En allemand, elle dit “J'ai mes pensées”. »

## Autres gardiennes exécutées à l'Ouest
- Vera Salvequart : 26 juin 1947 ;
- Greta Bösel : 2 mai 1947 ;
- Dorothea Binz : 2 mai 1947 ;
- Irma Grese : 13 décembre 1945 ;
- Elisabeth Volkenrath : 13 décembre 1945.
- Ruth Neudeck : 29 juillet 1948

## Sources
- (en) Cet article est partiellement ou en totalité issu de l’article de Wikipédia en anglais intitulé « Juana Bormann » (voir la liste des auteurs).